# Jean Anthelme Brillat-Savarin
Pour les autres membres de la famille, voir Famille Brillat-Savarin.
Pour les articles homonymes, voir Brillat-Savarin.
Jean Anthelme Brillat-Savarin, né le 1er avril 1755 à Belley et mort le 2 février 1826 à Paris est un avocat, magistrat, homme politique, et connu comme gastronome français. En plus de son action pendant la Révolution française et à Belley, il est fréquemment considéré comme l'un des fondateurs de la gastronomie, en particulier grâce à son ouvrage la Physiologie du goût.
Son influence donne naissance à plusieurs productions culturelles en son honneur, en particulier le fromage Brillat-Savarin, qui lui rend hommage.

## Biographie

### Origine familiale et formation

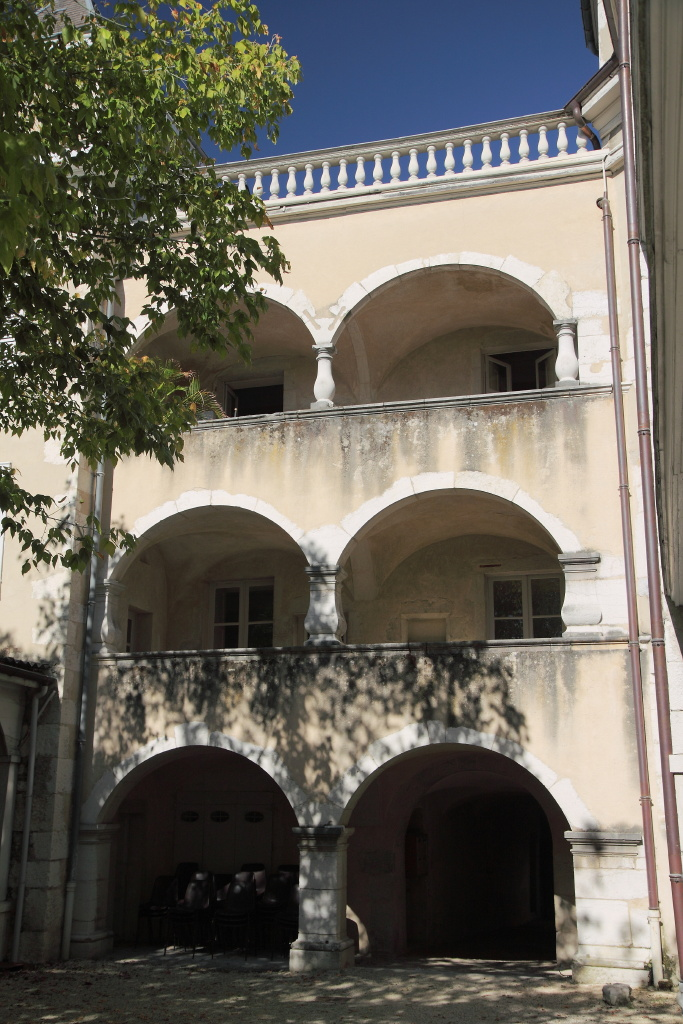
La maison natale de Brillat-Savarin.

Jean Anthelme Brillat-Savarin naît, à une époque où le Rhône sépare la France de la Savoie, dans une famille bourgeoise, qui, de père en fils, servait la France dans la magistrature ; sa maison natale qui existe encore se situe 62, Grande Rue à Belley.
Il est le fils de Marc Anthelme Brillat-Savarin, seigneur de Pugieu près de Belley, procureur du roi au bailliage de Belley, avocat au Parlement, et de Claudine Aurore Récamier, parfois surnommée « la Belle Aurore », mariés le 18 septembre 1753.
En 1733, Marc Anthelme hérite de la totalité des biens de sa grand-tante et marraine, Marie Gasparde Savarin, sœur de sa grand-mère paternelle, toutes deux filles de Noble Jean-François Savarin, conseiller secrétaire du roi au parlement de la Dombes.
Il ne pouvait cependant entrer en possession de cet héritage que sous réserve que le nom de Savarin soit ajouté à celui de Brillat et que cette pratique soit transmise de fils aîné en fils aîné.
Jean Anthelme est le premier enfant d'une fratrie de trois frères et cinq sœurs ; ses frères sont François-Xavier, qui sera magistrat et procureur impérial (révoqué en 1815 par la Restauration pour ses opinions libérales) et Frédéric, colonel de l'armée. Ses sœurs se prénomment Pierrette, Josephte, Marie, Gasparde et Anthelmette.
Jean Anthelme reçoit une solide éducation. En plus de l'étude des auteurs latins et grecs, il apprend plusieurs langues vivantes et parle couramment l'anglais, l'allemand et l'espagnol. De plus, ses aptitudes pour la musique l'amènent à devenir un très bon violoniste et un chanteur apprécié.
En 1775, il se rend à Dijon, afin de suivre des cours de droit pour devenir avocat. En 1776 il suit également les cours de chimie et de médecine enseignés respectivement par Louis-Bernard Guyton-Morveau et Hugues Maret. Ses études terminées, il rentre en 1780 dans la maison familiale à Belley, sa ville natale, pour y exercer le métier d'avocat.

### Rôle politique en France

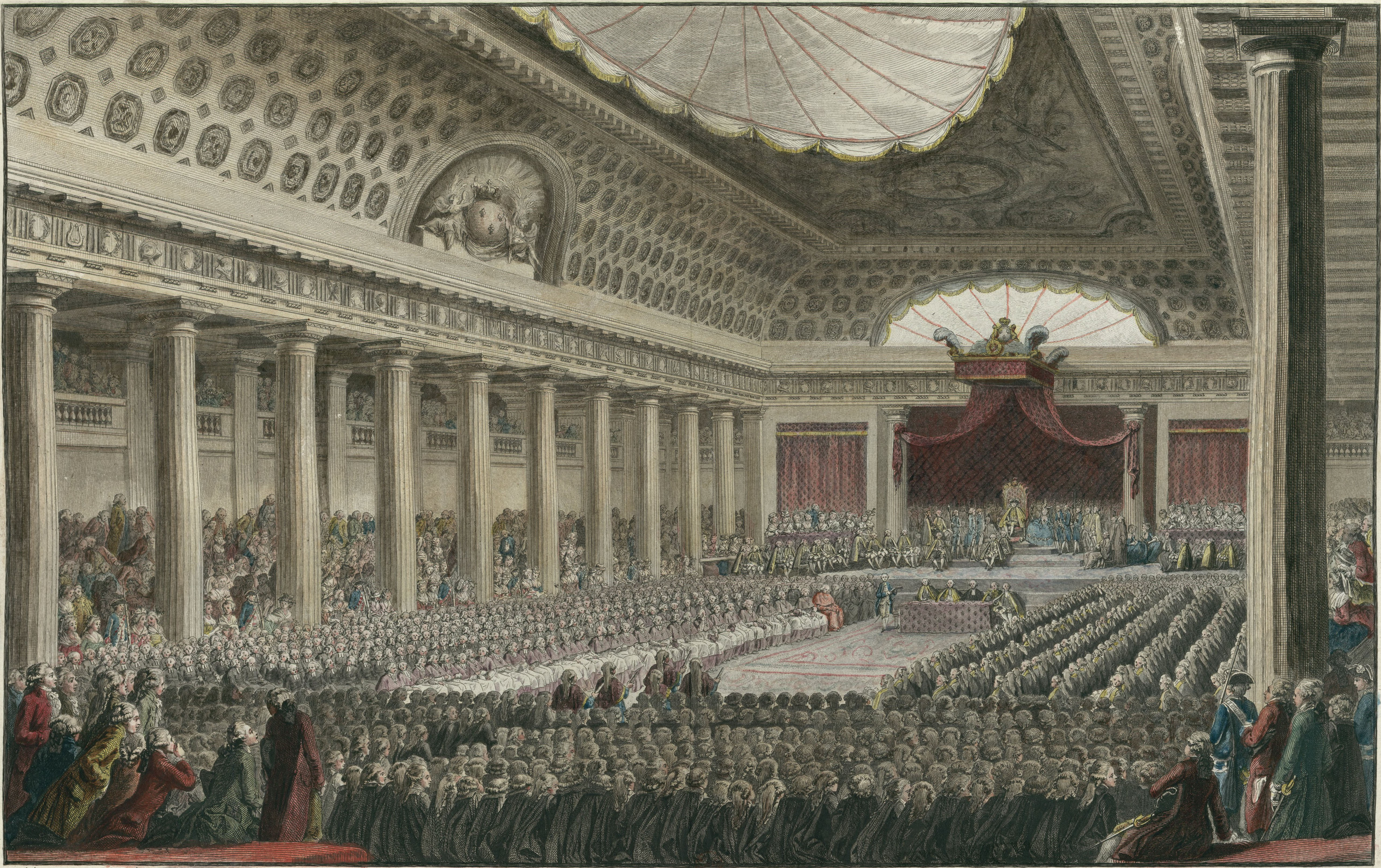
États généraux, Versailles, salle de l'hôtel des Menus-Plaisirs.

Maire de Belley, il est envoyé comme député du tiers état pour le bailliage du Bugey aux états généraux, participe à la Constituante, puis à l'Assemblée nationale en 1789. Au début de la Révolution, le jeune avocat se serait fait remarquer aux séances par sa belle taille et sa prestance ; il n'intervient pas beaucoup ; toutefois, il se fait connaître en grande partie grâce à un discours public pour la peine de mort s'opposant à Robespierre.
À la dissolution de l'Assemblée nationale, il revient à Belley pour reprendre sa fonction de maire et exercer les fonctions de président du nouveau tribunal civil de l'Ain, puis de suppléant au tribunal de cassation. Le 10 août 1792, il est destitué ; Girondin et craignant d'être arrêté, il se rend à Dole pour défendre sa cause auprès du commissaire Prost. Il obtient, grâce à la complicité de la femme du commissaire, un sauf-conduit,. Il retrouve son poste, mais décide de fuir devant les Montagnards dominants.

### Exil
En compagnie du baron Jean Antoine de Rostaing, il se réfugie d'abord en Suisse à Moudon, chez la famille Trolliet, cousine des Brillat-Savarin, puis à Lausanne à l’Hôtel du Lion d'Argent ; sa Physiologie du goût, où se mêlent philosophie, recettes de cuisine et souvenirs, offre le tableau d'un plaisant repas en ce lieu. Il se rend ensuite à Londres, où il donne des leçons de français. De là, toujours en compagnie du baron de Rostaing, il part pour les Pays-Bas pour se rendre aux États-Unis nouvellement formés et s'embarque à Rotterdam le 8 juillet 1794 pour arriver le 1er octobre 1794 à New York, où il gagne sa vie en donnant des leçons de français et en jouant du violon : il est à une époque premier violon au théâtre de New York. Il séjourne également à Philadelphie et à Hartford.
En 1795, Rostaing rentre en France, mais Brillat-Savarin reste aux États-Unis. Ayant ensuite l'assurance de pouvoir rentrer en France sans crainte, il s'embarque le 17 juin 1796 et débarque au Havre en septembre suivant.

### Magistrature en France

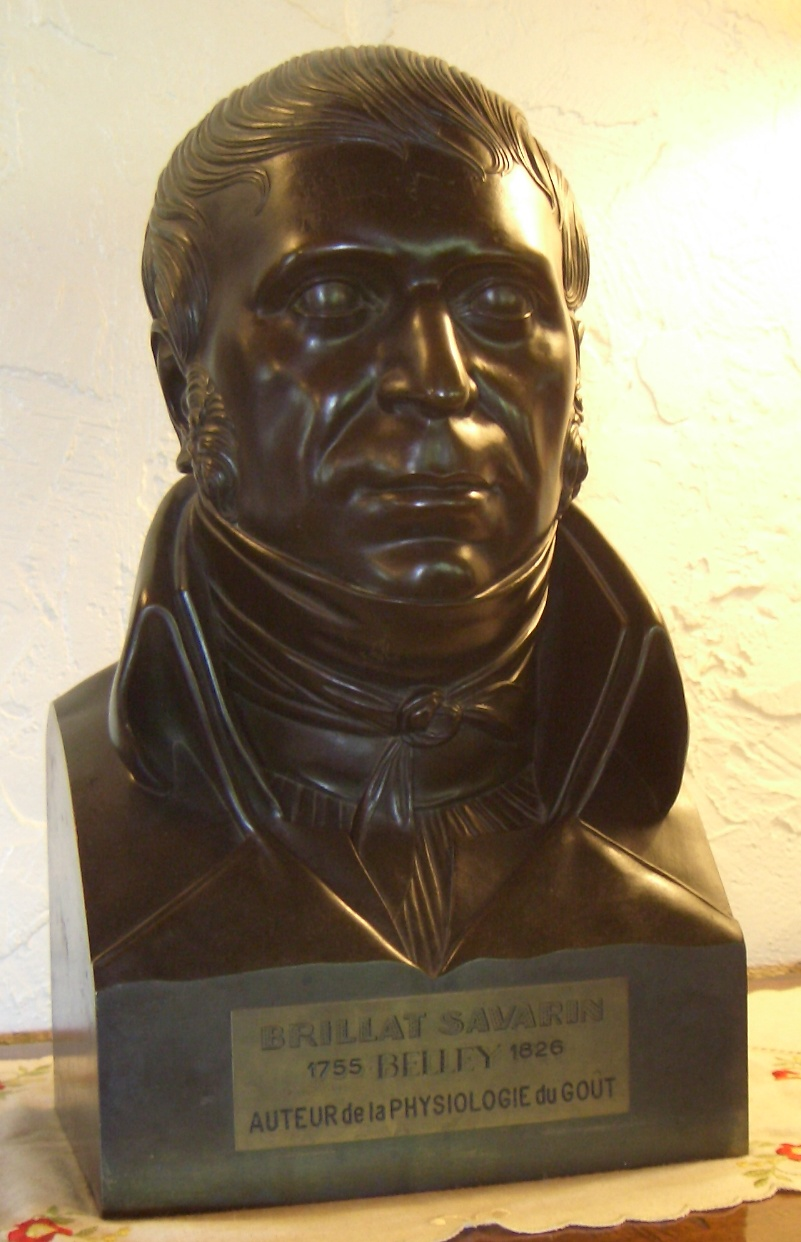
Buste de Brillat-Savarin à Belley.

En 1799, il obtient un poste de secrétaire d'état-major dans l'armée de Rhin-et-Moselle qui, sous le commandement du général Augereau, campait dans la Forêt-Noire.
L'année suivante, il est nommé commissaire du Directoire auprès du tribunal de Versailles ; ce poste le mêla au fameux procès du courrier de Lyon. Gaston Delayen, dans son livre L'Affaire du courrier de Lyon, décrit ainsi l'arrivée de la Cour lors de la première audience du 28 frimaire an XI : « Le commissaire du Gouvernement fermait la marche. Ce magistrat, de haute stature et de constitution athlétique, n'était autre que Brillat-Savarin, l'épicurien bienveillant, aimable et paradoxal, qui devait, cette année, être nommé au Tribunal de Cassation, avant que d'écrire ce petit chef-d'œuvre d'humour, d'esprit, de philosophie et d'art culinaire, la Physiologie du Goût ».
En avril 1800, il est nommé conseiller à la Cour de cassation, poste qu'il occupera jusqu'à sa mort. Son imposante stature et son allure colossale lui valurent le surnom de « tambour-major de la Cour de Cassation ». C'est au sein de cette assemblée, docte et paisible, ignorant désormais les tempêtes politiques, indifférent aux rumeurs de Paris et aux bruits de la bataille qui secouent toute l'Europe, rêvant, méditant, écrivant, que Brillat-Savarin va devenir le législateur de la gastronomie et le poète de la gourmandise.
En 1801, il sera l'un des fondateurs de la très sérieuse Société d'encouragement pour l'industrie nationale, dont il sera un administrateur très zélé.
Il reste célibataire, sans être étranger à l'amour, qu'il considère comme le sixième sens : « Le “génésique”, ou “amour physique”, [est le sens] qui entraîne les sexes l'un vers l'autre, et dont le but est la reproduction de l'espèce. »

### Fin de vie
Après avoir publié quelques études, il travaille à la rédaction du livre qui fera sa renommée : la Physiologie du goût. Le livre sort des presses en décembre 1825, mais il est daté de 1826, selon l'usage établi pour les parutions de fin d'année. L'ouvrage, qui ne mentionne pas le nom de son auteur, est mis en vente au prix de vingt-quatre francs.
Au début de l'année 1826, le président de la Cour de Cassation, Raymond de Sèze, lui demande d'assister à une cérémonie expiatoire qui a lieu le 21 janvier 1826 à la basilique Saint-Denis, en l'honneur de Louis XVI (anniversaire de sa mort). Malgré un rhume sévère, Brillat-Savarin assiste à cette cérémonie, mais l'humidité des voûtes aggrave son mal et il sera emporté, en dépit des soins apportés par son filleul, le docteur Récamier, par une pneumonie, le 2 février 1826 au 11, rue des Filles-Saint-Thomas. Il repose au cimetière du Père-Lachaise à Paris (actuellement devant la tombe de Pierre Bourdieu).
Lucien Tendret rapporte que ses légataires universels, son frère, le colonel Frédéric  et un neveu Scipion Brillat, cèdent les droits d'auteur de la Physiologie du goût sur offre de l'éditeur Sautelet : « que veux-tu que nous fassions de ça ? dit le colonel, il faut nous en débarrasser ». Ces droits d'auteur sont cédés pour 1 500 francs. Les héritiers vendront également le violon Stradivarius du défunt pour 3 000 francs à M. Henri Roux.
Jean Anthelme Brillat-Savarin possédait un grangeon sur le coteau de Manicle, à Cheignieu-la-Balme, hameau de Contrevoz.

### Distinctions
Par décret du 14 juin 1804 Napoléon le fait chevalier de la Légion d'honneur et le pourvoit de nouvelles armoiries qui sont : « D'or à une fasce de gueules, chargée du signe des chevaliers-légionnaires, accompagné de trois roses au naturel et en pointe de deux losanges de sable », en substitution des armoiries familiales Brillat très anciennes qui, en fait, ont été conservées par la suite par les autres membres de la famille Brillat-Savarin : « D'azur, à une fasce d'argent chargée de trois roses de gueules boutonnées d'or ».
Le 26 avril 1808, il est titré chevalier Brillat de Savarin et de l'Empire.

## Œuvres

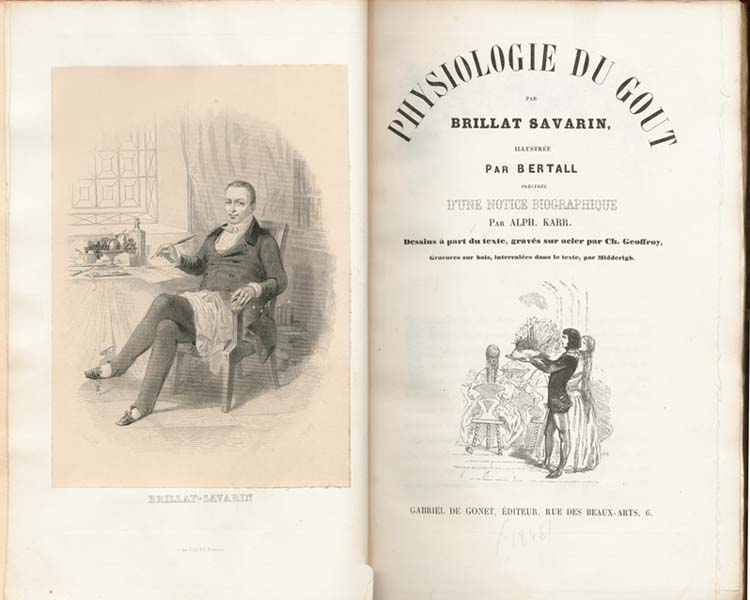
Frontispice de la Physiologie du goût avec un portrait de Brillat-Savarin (1848).

Il publie plusieurs travaux de droit et d'économie politique à savoir :
- Vues et projets d'économie politique, Paris, Giguet et Michaud, 1801, 110 p. ;
- Essai historique sur le duel : d'après notre législation et nos mœurs, Lyon, Audin, pour la Société des médecins bibliophiles, 1926 (1re éd. 1819), 135 p. (lire en ligne) ;
- Théorie judiciaire, Paris, Huguet, 1808, 23 p. (lire en ligne) ;
- Note sur l'archéologie de la partie orientale du département de l'Ain, dans Mémoires de la Société des Antiquaires (1820) ;
- Discours de Brillat-Savarin sur la manière d'organiser les tribunaux d'appel, Paris, Imprimerie Nationale, 1790, 15 p. ;
- De la Cour suprême, Paris, Teslut, 1814, 26 p..

Il écrit également (vers la fin de sa vie puisqu'il y mentionne ses cheveux gris) une nouvelle érotique, qui ne sera publiée que bien après sa mort,
- Voyage à Arras, Liège, Dynamo, Pierre Aelberts, 1950, 10 p. (lire en ligne).

Ses écrits mêlant avec impertinence, humour, insolence et dérision, sont restés très importants et n'ont cessé d'être analysés depuis sa mort. Dans une série de méditations qui doivent quelque chose aux Essais de Montaigne, Brillat-Savarin discourt des plaisirs de la table, qu'il traite comme une science. Ses modèles sont les stylistes de l'Ancien Régime : Voltaire, Rousseau, Fénelon, Buffon, Cochin[Lequel ?] et d'Aguesseau. En plus du latin, il connaît cinq langues vivantes, qu'il est enclin à employer quand l'occasion le permet. En tant que moderniste, il n'hésite jamais à emprunter un mot, comme le sip anglais (« boire à petites gorgées » ou « siroter ») lorsque le français semble ne pas lui suffire.
Il a publié des aphorismes. Dans la Physiologie du goût, il débute par l'énumération de vingt aphorismes :
- « Les animaux se repaissent ; l'homme mange ; l'homme d'esprit seul sait manger » ;
- « Dis-moi ce que tu manges : je te dirai ce que tu es » ;
- « Le Créateur, en obligeant l'homme à manger pour vivre, l'y invite par l'appétit, et l'en récompense par le plaisir » ;
- « La découverte d'un mets nouveau fait plus, pour le bonheur du genre humain, que la découverte d'une étoile » ;
- « Ceux qui s'indigèrent ou qui s'enivrent, ne savent ni boire ni manger » ;
- « Un dessert sans fromage, est une belle à qui il manque un œil. »

### Succès dePhysiologie du goût

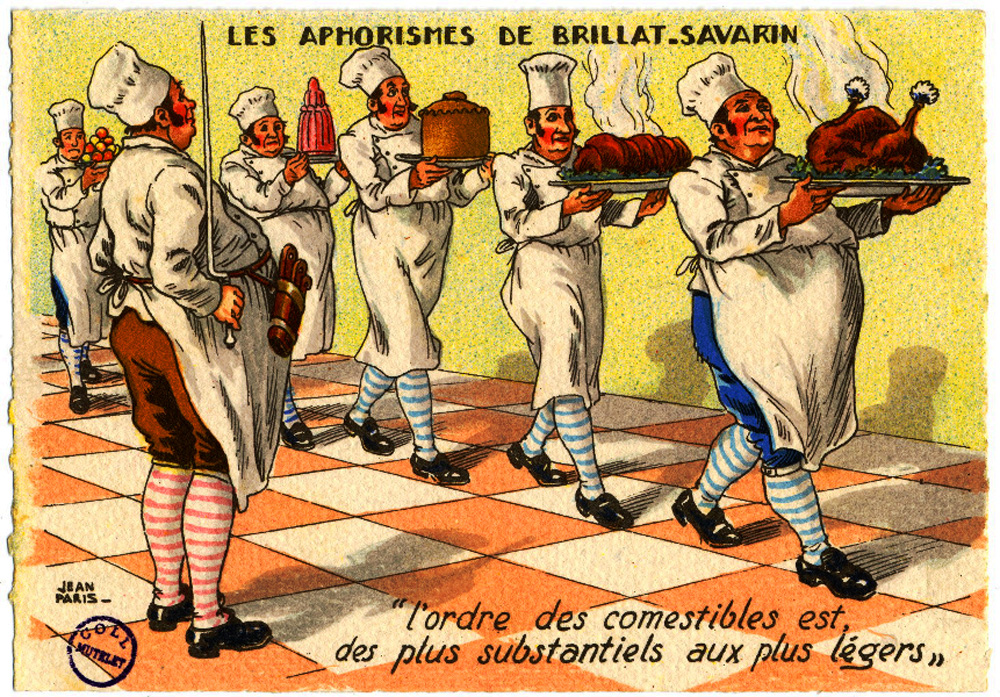
Aphorisme de Brillat-Savarin.

Sa publication la plus célèbre est la Physiologie du goût, éditée sans nom d'auteur en décembre 1825, deux mois avant sa mort. Le titre complet est Physiologie du Goût, ou Méditations de Gastronomie Transcendante ; ouvrage théorique, historique et à l'ordre du jour, dédié aux Gastronomes parisiens, par un Professeur, membre de plusieurs sociétés littéraires et savantes. Le texte est réédité aux éditions Charpentier en 1838, avec, en appendice, le Traité des excitants modernes de Balzac, puis en 1839, avec un autre appendice : Physiologie du mariage. Balzac servait ainsi de « produit d'appel ».
Le succès dépassa toute attente. À peine le livre avait-il paru qu'on le plaçait à côté des Maximes de La Rochefoucauld et des Caractères de La Bruyère : « Livre divin, écrivait le critique Hoffmann, qui a porté à l'art de manger le flambeau du génie ». Et Balzac de ratifier ce jugement dans son préambule à la deuxième édition Charpentier de l'ouvrage :

« […] un livre aimé, fêté par le public comme un de ces repas dont, suivant l'auteur, on dit : “il y a nopces et festins (appuyez sur le p !)”. »

Quant au public, il ne s'y est pas trompé ; il a gardé toute sa faveur à cet écrivain dont l'expression a tant de saveur et de spontanéité. Les aphorismes, comme les maximes, comme les proverbes, s'appliquent à des réalités qui sont aussi vieilles que l'humanité ; ils n'inventent rien, mais condensent en une formule définitive une idée ancienne et acceptée ; c'est pourquoi Brillat-Savarin a pris sa place parmi les grands classiques.
La philosophie d'Épicure se retrouve derrière toutes les pages ; le plus simple des mets satisfait Brillat-Savarin, tant qu'il est confectionné avec art : « Ceux qui s'indigèrent ou qui s'enivrent ne savent ni boire ni manger. »

Le critique littéraire Roland Barthes lui rend encore hommage : 

« Le livre de Brillat-Savarin est de bout en bout le livre du “proprement humain”, car c'est le désir (en ce qu'il se parle) qui distingue l'homme. »

Toutefois on n'oubliera pas de penser qu'il s'agit d'une oeuvre de fiction, comme on s'en aperçoit en lisant le chapitre sur la maigreur, qui prétend (à tort) qu'on peut mourir de boire une cuillerée de vinaigre par jour, ou quand on lit les pages consacrées à l'osmazôme, où Brillat-Savarin a détourné une notion introduite par le chimiste Louis-Jacques Thenard, parmi mille autres exemples. Le génie littéraire de Brillat-Savarin est précisément d'avoir réussi à faire croire à des inventions.

## Postérité

### Gastronomie

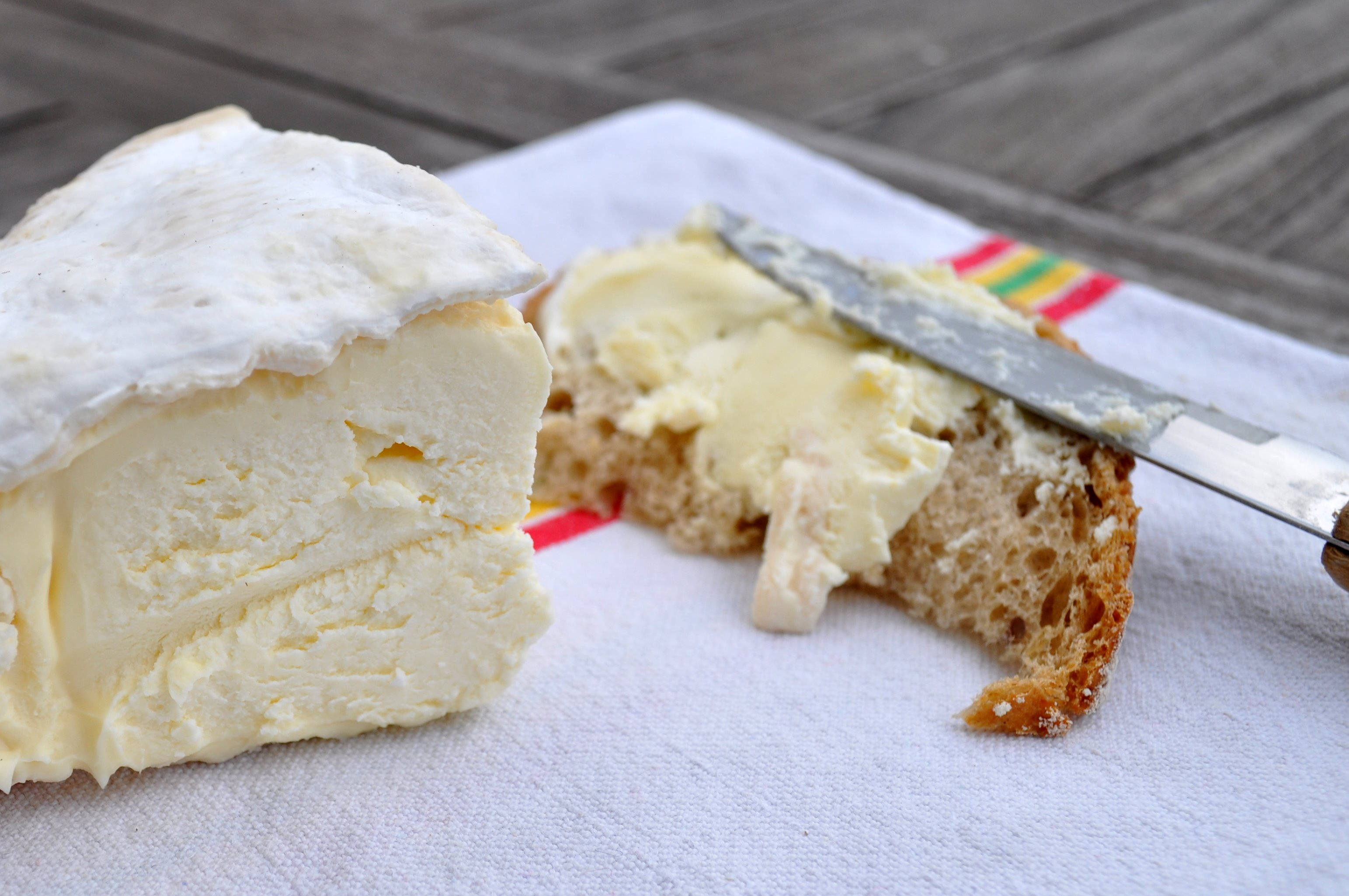
L’« excelsior » ou « Délice des gourmets », rebaptisé « brillat-savarin ».

Dans les années 1930, le fromage « excelsior » est renommé brillat-savarin en l’honneur du gastronome.
Le « savarin, à l'origine le « brillat-savarin » (1856), est un gâteau moelleux et aéré que l'on trouve le plus souvent sous la forme de couronne. Son nom lui a été donné en hommage au gastronome.

### Lieux
La ville de Belley doit une renommée à son fils illustre, qui y possède sa maison natale, sa statue, sa rue. À proximité de Belley, à Vieu-en-Valromey, on montre la gentilhommière qui a appartenu plusieurs siècles à sa famille.
En 1894, son nom est donné à une rue dans le 13e arrondissement de Paris.
À Ixelles en Belgique, il y a une avenue Brillat-Savarin, proche de l'université libre de Bruxelles.

### Radio
- « Dis-moi ce que tu manges, Brillat-Savarin te dira qui tu es » de la série « Je mange donc je suis », France Culture, Les chemins de la philosophie, par Adèle Van Reeth, le 26 janvier 2021